# Moreton cum Alcumlow
Moreton cum Alcumlow – wieś w Anglii, w hrabstwie ceremonialnym Cheshire, w dystrykcie (unitary authority) Cheshire East.